# النادي الأهلي (الخرطوم)
النادي الأهلي الرياضي (المعروف أيضا باسم أهلي الخرطوم)، هو نادي كرة قدم سوداني تأسس عام 1929. يلعب في الدوري السوداني الممتاز.

## الألقاب والإنجازات
- حتى (ديسمبر 2022)، لم يحقق النادي أي بطولات محلية أو افريقية أو عربية.

## سجل المشاركات
- كأس الكونفدرالية الإفريقية (مرة واحدة): 2023.[2]
- الدوري السوداني الممتاز (14 مرة): 2023، 2022، 2021، 2020، 2019، 2018، 2017، 2016، 2015، 2014، 2013، 2012، 2011، 2010.[2]
- كأس السودان (أربع مرات): 2021، 2020، 2018، 2010.[2]